# Бердников, Аркадий Евгеньевич
Аркадий Евгеньевич Бердников (1912—1949) — советский инженер-металлург, лауреат Сталинской премии 3-й степени (1946).

## Биография
Окончил Уральский институт цветных металлов. Какое-то время работал на заводе «Уфалейникель» (Челябинская область).
С 1940 года начальник отделения плавильного цеха Южно-Уральского никелевого комбината (Орск Оренбургской области).
В начале 1942 г. группа специалистов разработала и внедрила на шахтных печах плавильного цеха форсированную плавку, в результате проплав возрос в 2,5 раза — это позволило резко сократить расход дефицитного кокса, снизить потери никеля с отвальными шлаками на 1,5 процентных пункта. За разработку и внедрение этого процесса лауреатами Сталинской премии в 1946 году стали А. Н. Малинин, Ф. М. Бреховскик, Л. М. Бочкарев, А. Е. Бердников, А. Н. Мельницкий. Также А. Е. Бердников был награждён орденом «Знак Почёта» (19.10.1943).
С 1945 года главный инженер комбината «Печенганикель». За восстановление предприятия Указом от 2 августа 1947 года награждён орденом Трудового Красного Знамени.
Трагически погиб в авиационной катастрофе при возвращении из Мурманска в Никель 23 января 1949 года (погибло 8 человек, в том числе директор комбината Абрам Аронович Ильин).